# Juan Carlos Real
Juan Carlos Real Ruiz (ur. 15 marca 1991 w A Coruña) – hiszpański piłkarz występujący na pozycji pomocnika w SD Huesca.